# Additif pour carburant

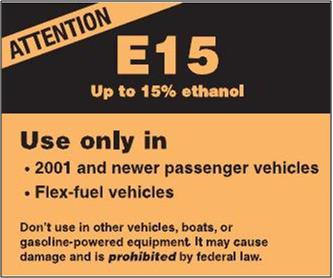
L'étiquette E15 de l'EPA, qui doit être aux États-Unis affichée sur les pompes ou contenants de carburant E15, afin d'informer les consommateurs que ce carburant ne doit être utilisé que pour les moteurs appropriés

Un additif pour carburant est un produit destiné à améliorer le carburant auquel il est ajouté avant que celui-ci soit commercialisé. Il peut s'agir d'un produit destiné à augmenter l'indice d'octane d'une essence, à réduire la corrosion du moteur, à lubrifier certaines pièces pour améliorer l'efficacité énergétique ou encore à rendre le moteur moins polluant. 
Les principaux additifs sont des composés organiques ou organométalliques qui sont des « agents séquestrants » ou désactivateurs de métaux (metal deactivators, ou metal deactivating agents) (MDA), des  inhibiteurs de corrosion, des additifs oxygénés ou au contraire des antioxydants. Certains additifs sont dangereux ou destructeurs pour le moteur s'ils ne sont pas eux-mêmes contrôlés par un autre additif.
Certains additifs sont très toxiques et/ou écotoxiques, même à faibles doses, et sont interdits ou réglementés dans certains pays ou pour certains usages. Il peut exister une incompatibilité entre additifs. Un additif peut être multifonction.
Certains d'entre eux sont à la fois utilisés dans les carburants et dans certains lubrifiants ou fluides hydrauliques.

## Typologie

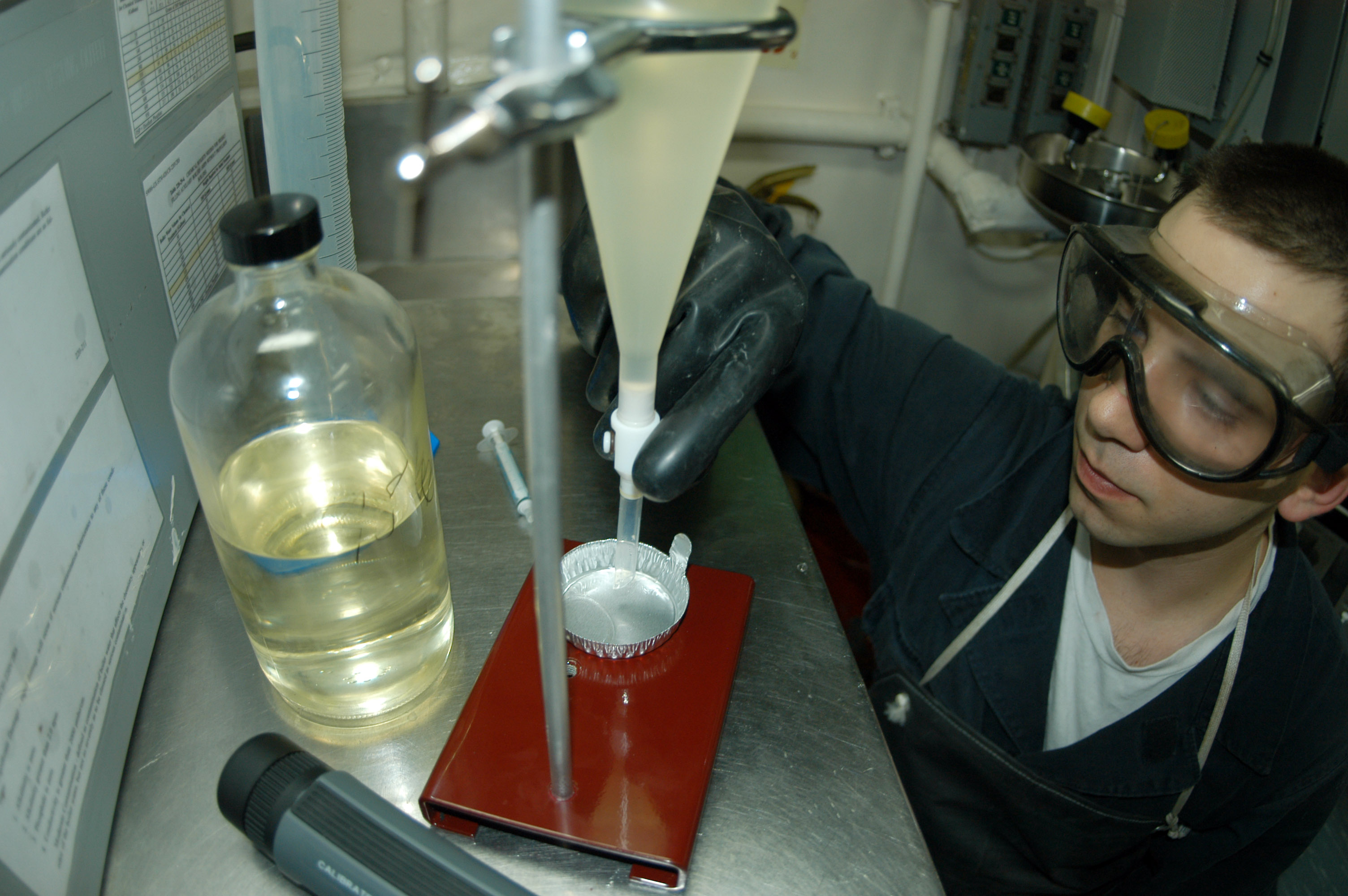
Technicien en train de tester un fuel Diesel de marine pour déterminer la quantité d'additif antigel qu'il faudra lui adjoindre

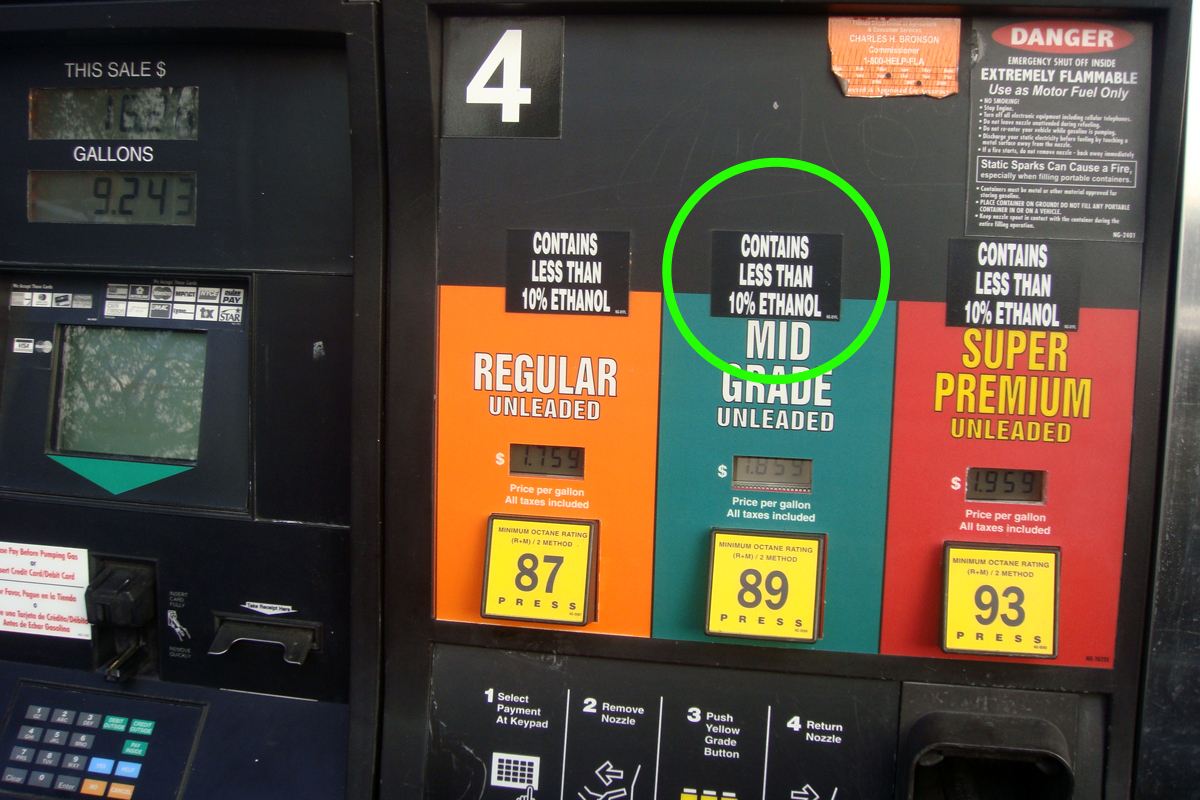
Étiquette alertant le consommateur à une pompe de station service sur le taux d'éthanol utilisé comme additif oxygéné (moins de 10 % dans ce cas) (Miami, Floride)

### Additifoxygéné

#### Alcools
- Méthanol (MeOH)
- Éthanol (EtOH)
- Alcool isopropylique (AIP)
- N-butanol (BuOH)
- Gasoline grade t-butanol (GTBA)

#### Éthers
- Méthyl tert-butyl éther (MTBE), désormais interdit dans de nombreux États des États-Unis sur les routes, en grande partie à cause de ses impacts en termes de pollution de l'eau de surface, de puits[2] ou de nappe[3],[4],[5],[6] à proximité des routes zones de fuites accidentelles[7] et surtout des stations essences[8] ou des sites de stockage de carburant[9]
- Tert-amyl méthyl éther (TAME)
- Tert-hexyl méthyl éther (THEME)
- Éther éthyle tertiobutyle ou « ethyl tert-butyl ether » en anglais (ETBE)
- Tert-amyl éthyl éther (TAEE)
- Diisopropyléther (DIPE)

### Antioxydants, stabilisants
- Hydroxytoluène butylé (BHT, qui est aussi un additif alimentaire controversé)
- 2,4-Diméthyl-6-tert-butylphénol
- 2,6-Di-tert-butylphénol (2,6-DTBP)
- p-Phénylènediamine ou paraphénylènediamine (PPD) ou 1,4-diaminobenzène
- Éthylènediamine ou 1,2-diaminoéthane

### Agents anticliquetis(en)(antiknock agents)
- Tétraéthylplomb, principal composant de l'essence plombée utilisé depuis 1923, très controversé en raison de ces effets toxiques et écotoxiques. Il est à l'origine d'une des pires pollutions par le plomb (90 % de toutes les sources de plomb émis dans l'air aux États-Unis de 1923 à 2000 environ). Il est réputé banni de la plupart des États, mais est en réalité encore partout utilisé dans les carburants d'avion et de voitures de course ou de certains hors-bords, et de nombreux pays pauvres ou pétroliers n'ont pas réussi à l'interdire. Il est toujours produit, et vendu en grande quantité dans certains pays par l'entreprise Ethyl Corporation.
- Méthylcyclopentadiényle tricarbonyle de manganèse (MMT). C'est aussi un produit controversé en raison de la toxicité du manganèse au-delà de certains seuils.
- Ferrocène
- Pentacarbonyle de fer
- Toluène
- Isooctane
- Triptane ou 2,2,3-triméthylbutane, l'isomère de l'heptane ayant le meilleur indice d'octane (RON 112.1, MON 101.1)[10].
- et alcools cités plus haut, dont le méthanol depuis longtemps connu pour ses propriétés anticliquetis, voire comme carburant idéal mais que les pétroliers ont longtemps refusé d'intégrer à l'essence grand public (le méthanol n'était pas brevetable, et il fallait en produire de grandes quantités, ce qui aurait mobilisé beaucoup de terres agricoles)

### Agents halogénés dits «décrassants»
Ils sont également appelés « capteurs chimiques de métaux », « produits d'entraînement », « mangeurs de plomb » ou pour les anglophones « Lead scavengers »). Ces molécules sont indispensables dans l'essence plombée qui sans elles détruirait les moteurs en les encrassant par le plomb, mais elles contribuent à rendre le plomb encore plus polluant, car ces produits ont pour rôle de le maintenir en phase vapeur ou de nanoparticules et de le libérer ainsi vers l'atmosphère, sous forme de sels qui sont du bromure de plomb(II) et/ou du chlorure plombeux (chlorure de plomb(II).
- Tricrésylphosphate (TCP) ou  phosphates de tricrésyle (TCP), qui sont une famille d'organophosphorés, souvent hautement neurotoxiques. Ce sont aussi des agents antifriction et qui résistent aux très hautes pressions
- 1,2-Dibromoéthane
- 1,2-Dichloroéthane

### Colorantspour carburants
Ce sont des solvants colorés très solubles dans les carburants, dont les plus communs sont :
- Solvent Rouge 19, 24, 26, etc.
- Solvent Yellow 124
- Solvent Bleu 35, 79  ou 98 (le bleu 35 est par exemple utilisé en France pour le Diesel marin)
- Solvent Orange 86 (ou 1,4-dihydroxyanthraquinone, aussi dénommé quinizarine

### Biocides
Des biocides tels le « biobor » (créé par U.S. Borax en 1963) sont parfois utilisés pour éviter la formation de biofilms microbiens dans certaines parties d'un moteur ou d'un circuit de carburant ou d'un réservoir de carburant. Mais plusieurs additifs (antidétonnants) par exemple sont aussi de puissants biocides.

### Autres additifs de carburants
- Éther et autres hydrocarbures inflammables, qui ont beaucoup été utilisés comme agent d'aide au démarrage (ou « liquide d'allumage ») pour les moteurs difficiles à démarrer ou par temps froid (moteur Diesel, tondeuse à gazon, tronçonneuse, etc.)
- Oxyde nitreux (parfois dit nitrous), qui est un oxydant utilisé en course automobile
- Nitrométhane, ou « nitro », qui est un carburant de compétition
- Acétone principalement utilisé avec le méthanol au démarrage dans les moteurs de voitures de course
- Caoutchouc synthétique butylé (sous forme de succinimide de polyisobutylène, détergent qui prévient l'encrassement des injecteurs de moteurs Diesel
- Picrates. Ils sont chargés d'améliorer la combustion mais augmentent la consommation de carburant par les voitures.
- Silicone. Ce sont des agents anti-mousse pour le carburant Diesel, mais qui peuvent endommager la sonde lambda du moteur.
- Tétranitrométhane. Il peut améliorer l'indice de cétane du carburant Diesel.
- Les "additif moteurs", à ne pas confondre avec les additifs liquides pour carburants.

## Législation
Elle a beaucoup varié selon les époques, les pays et les usages et n'est pas fixée. 
Elle peut évoluer au gré des connaissances techniques et scientifiques et de la législation environnementale ou de protection de la santé.
En France et plus largement en Europe, il est important de faire très attention lors d'un ajout (post-traitements industriels) d'additif dans son carburant (essence, fioul, diesel, GNR, etc.) : Il existe des normes carburants qui peuvent être modifiées par cet additif, si ce dernier n'est pas reconnu par les autorités compétentes et ne dispose pas de certifications démontrant la non-modification de ces normes. En cas de modifications de ces normes, les garanties véhicules ne sont plus valides.